# Bagrami (Distrikt)
Bagrami (persisch ولسوالی بگرامی) ist ein zentral gelegener  Distrikt (Regierungsbezirk) der Provinz Kabul in Afghanistan. 
Der Bagrami Distrikt grenzt im Westen an die Hauptstadt Kabul, im Norden an den Distrikt Deh Sabz, im Osten an den Distrikt Sarobi, und im Süden an die Distrikte Khak-i Jabbar, Mussahi, und Chahar Asyab an. Die Fläche beträgt 230,2 Quadratkilometer und die Einwohnerzahl 62.709 (Stand: 2020).
Da dieser Distrikt reich an vielen grünen Landflächen ist, werden diese für landwirtschaftliche Zwecke genutzt. Aufgrund der Nähe zu den Gemeinden, arbeiten viele Menschen in Kabul. Die Bevölkerung setzt sich aus Paschtunen, gefolgt von Tadschiken zusammen. 

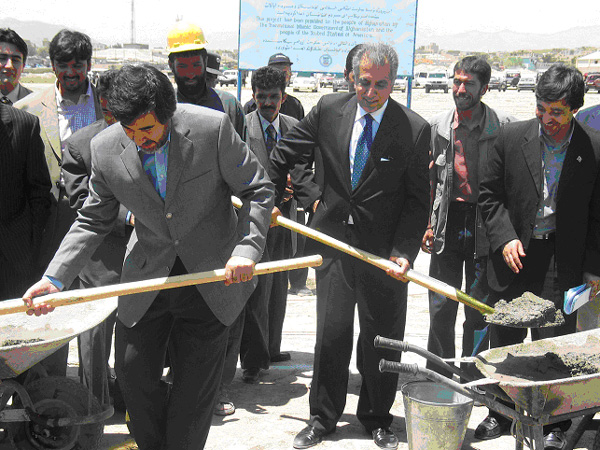
Grundsteinlegung des Bagrami-Industrieparks, 2004

Hier befindet sich seit Ende 2004 auch der Bagrami-Industriepark, der von der US-amerikanischen Regierung finanziert wurde. Die Gesundheits- und Bildungssituation ist relativ gut. 